# 21939 Kasmith
21939 Kasmith (1999 VJ89) là một tiểu hành tinh vành đai chính được phát hiện ngày 4 tháng 11 năm 1999 bởi Nhóm nghiên cứu tiểu hành tinh gần Trái Đất phòng thí nghiệm Lincoln ở Socorro.